# Goslarer Bergkanne
Die Goslarer Bergkanne ist eine herausragende Silberschmiedearbeit aus dem späten 15. oder frühen 16. Jahrhundert. Die Kanne ist eine der größten erhaltenen Silberarbeiten des Spätmittelalters. Vergleichsstücke sind nicht bekannt.

## Objekt
Die Goslarer Bergkanne ist 74 cm hoch, aus Silber, teils getrieben, teils gegossen und zum Teil vergoldet. Details sind aus Email gestaltet. Sie ist reich verziert, mit einem als Baldachin auf dem Klappdeckel und der Griff ist als Drache gestaltet. Am Standring der Kanne findet sich die Jahreszahl 1477. Ob diese Zahl das Herstellungsjahr wiedergibt oder den Bezug zu einem Ereignis herstellen soll – 1477 wurde der Bergbau am Rammelsberg wieder aufgenommen –, ist nicht bekannt. Unbekannt ist auch der Silber- oder Goldschmied, der das Gefäß hergestellt hat und wo es hergestellt wurde. Ältere Zuordnungen vermuteten aufgrund stilistischer Merkmale eine Nürnberger Goldschmiedearbeit, eine Zuordnung, die aber nicht allgemein geteilt wird. Zu der Kanne gehören wahrscheinlich noch zwei Becher.
Die Kanne folgt dem spätgotischen Gefäßtypus einer Doppelscheuer. Der Kannenkörper besteht aus zwei spiralig gedrehten Buckelreihen, die gegeneinandergestellt sind, dazwischen musizieren neun Jünglinge und ein weiterer hält das Wappen der Stadt Goslar. Der Griff ist als Drache gestaltet, der eine goldene Blüte ausspeit. Diese Blüte ist das Scharnier zwischen Deckel und Korpus der Kanne. Den Deckel krönt ein hoher Baldachin in gotischen Formen, der einen Adler trägt. Der ähnelt sehr demjenigen auf dem Marktbrunnen von Goslar. Unter dem Baldachin reitet der Heilige Georg, Goslars Schutzpatron, über den Rammelsberg. Der Rammelsberg ist als Kupfererzstufe in grünem Email dargestellt, den ein Drache bewacht, den der Heilige Georg bekämpft. Um diese Szene herum arbeiten vier Gruppen Bergleute, die den Arbeitsablauf im Bergwerk zeigen. Die Figuren sind mit überdimensionierten Werkzeugen ausgestattet. Es sind die ältesten erhaltenen vollplastischen Darstellungen von Bergleuten.
Die Kanne wird im Goslarer Museum gezeigt, eine Kopie der Kanne von Firma Neresheimer in Hanau steht im Bergbaumuseum Bochum.

## Geschichte
Aufgrund des eingearbeiteten Goslarer Wappens ist sicher, dass die Kanne für Goslar oder einen Goslarer Bürger bestimmt war.
Die Goslarer Bergkanne dokumentiert vielleicht das Bemühen eines potentiellen Investors um gute Beziehung zur Stadt Goslar. In ihr wird ein Geschenk des Montanunternehmers Johannes Thurzo aus Krakau vermutet, der in Böhmen, der Slowakei und Ungarn umfangreich Bergbau betrieb und versuchte, auch am Rammelsberg Fuß zu fassen. Als mögliche Zeitpunkte der Herstellung werden 1477 und 1519 genannt.
Unklar ist, wie die Kanne in den Ratsschatz gelangte. Jedenfalls lagerte sie Anfang des 18. Jahrhunderts unter Aktenstößen in einer Kastenbank des Huldigungssaals im Goslarer Rathaus, damals als Aktenlager genutzt, wo sie zusammen mit dem Goslarer Evangeliar wieder aufgefunden wurde. 1777 wäre die Kanne in einer Finanzkrise der Stadt fast eingeschmolzen worden.